# Alejandro Capurro
Alejandro Pablo Capurro (San Lorenzo, Argentina; 31 de octubre de 1980) es un futbolista argentino que se desempeña como mediocampista. Actualmente se encuentra en C.S y B Aldao, equipo que milita en la Torneo Regional Totorense.

## Trayectoria
A los 14 años estuvo dos meses en Platense pero se volvió, no se sentía bien. Y a los 17 se vine a Colón. 
Se inició en las canteras del sabalero, del que partiría en el año 2006 para jugar en Sakaryaspor de Turquía. En el año 2007 volvió al club en el cual se inició como profesional. Luego de tener varias Temporadas en Colón, fue vendido a Gimnasia y Esgrima La Plata, el cual compró el 50% de su pase. En julio de 2012 arregla un año a préstamo con Argentinos Juniors a cambio de cancelar la deuda que mantiene con Gimnasia y Esgrima La Plata. En julio de 2013 se incorpora al Club Atlético Huracán. Hasta julio del 2014, cuando es fichado por Aldosivi. En septiembre de 2016 ficha con Excursionistas para disputar la Primera B Metropolitana.

## Clubes
| Club                       | País      | Año           |
| -------------------------- | --------- | ------------- |
| Colón                      | Argentina | 1999 – 2006   |
| Sakaryaspor                | Turquía   | 2006 – 2007   |
| Colón                      | Argentina | 2007 – 2010   |
| Gimnasia y Esgrima (LP)    | Argentina | 2010 – 2012   |
| Argentinos Juniors         | Argentina | 2012 – 2013   |
| Huracán                    | Argentina | 2013 – 2014   |
| Aldosivi                   | Argentina | 2014 – 2015   |
| Excursionistas             | Argentina | 2016 – 2017   |
| Gutiérrez SC               | Argentina | 2016-2018     |
| Club Deportivo Maipú       | Argentina | 2018-2019     |
| Boxing Club (Río Gallegos) | Argentina | 2020          |
| PSM Fútbol                 | Argentina | 2021-presente |

### Estadísticas
- Actualizado al 29 de abril de 2019.

| Club                         | Temporada           | Liga  | Liga  | Copa Nacional | Copa Nacional | Copa Internacional | Copa Internacional | Otros* | Otros* | Total | Total |
| Club                         | Temporada           | Part. | Goles | Part.         | Goles         | Part.              | Goles              | Part.  | Goles  | Part. | Goles |
| ---------------------------- | ------------------- | ----- | ----- | ------------- | ------------- | ------------------ | ------------------ | ------ | ------ | ----- | ----- |
| Colón Argentina              | 1999-2000           | 18    | 1     | -             | -             | -                  | -                  | -      | -      | 18    | 1     |
| Colón Argentina              | 2000-2001           | 8     | 0     | -             | -             | -                  | -                  | -      | -      | 8     | 0     |
| Colón Argentina              | 2001-2002           | 16    | 0     | -             | -             | -                  | -                  | -      | -      | 16    | 0     |
| Colón Argentina              | 2002-2003           | 34    | 2     | -             | -             | -                  | -                  | -      | -      | 34    | 2     |
| Colón Argentina              | 2003-2004           | 22    | 0     | -             | -             | 4                  | 0                  | -      | -      | 26    | 0     |
| Colón Argentina              | 2004-2005           | 33    | 1     | -             | -             | -                  | -                  | -      | -      | 33    | 1     |
| Colón Argentina              | 2005-2006           | 21    | 0     | -             | -             | -                  | -                  | -      | -      | 21    | 0     |
| Colón Argentina              | Total               | 152   | 4     | -             | -             | 4                  | 0                  | -      | -      | 156   | 4     |
| Sakaryaspor Turquía          | 2006-2007           | 22    | 1     | -             | -             | -                  | -                  | -      | -      | 22    | 1     |
| Sakaryaspor Turquía          | Total               | 22    | 1     | -             | -             | -                  | -                  | -      | -      | 22    | 1     |
| Colón Argentina              | 2007-2008           | 27    | 1     | -             | -             | -                  | -                  | -      | -      | 27    | 1     |
| Colón Argentina              | 2008-2009           | 29    | 4     | -             | -             | -                  | -                  | -      | -      | 29    | 4     |
| Colón Argentina              | 2009-2010           | 28    | 0     | -             | -             | 2                  | 0                  | -      | -      | 30    | 0     |
| Colón Argentina              | Total               | 84    | 5     | -             | -             | 2                  | 0                  | -      | -      | 86    | 5     |
| Total en Colón               | Total en Colón      | 236   | 9     | -             | -             | 6                  | 0                  | -      | -      | 242   | 9     |
| Gimnasia La Plata Argentina  | 2010-2011           | 22    | 2     | -             | -             | -                  | -                  | 1      | 0      | 23    | 2     |
| Gimnasia La Plata Argentina  | 2011-2012           | 28    | 2     | -             | -             | -                  | -                  | -      | -      | 28    | 2     |
| Gimnasia La Plata Argentina  | Total               | 50    | 4     | -             | -             | -                  | -                  | 1      | 0      | 51    | 4     |
| Argentinos Juniors Argentina | 2012-2013           | 22    | 1     | -             | -             | 1                  | 0                  | -      | -      | 23    | 1     |
| Argentinos Juniors Argentina | Total               | 22    | 1     | -             | -             | 1                  | 0                  | -      | -      | 23    | 1     |
| Huracán Argentina            | 2013-2014           | 36    | 0     | -             | -             | -                  | -                  | 1      | 0      | 37    | 0     |
| Huracán Argentina            | Total               | 36    | 0     | -             | -             | -                  | -                  | 1      | 0      | 37    | 0     |
| Aldosivi Argentina           | 2014                | 15    | 0     | -             | -             | -                  | -                  | -      | -      | 15    | 0     |
| Aldosivi Argentina           | 2015                | 24    | 1     | -             | -             | -                  | -                  | 1      | 0      | 25    | 1     |
| Aldosivi Argentina           | Total               | 39    | 1     | -             | -             | -                  | -                  | 1      | 0      | 40    | 1     |
| Excursionistas Argentina     | 2016                | 4     | 0     | -             | -             | -                  | -                  | -      | -      | 4     | 0     |
| Excursionistas Argentina     | Total               | 4     | 0     | -             | -             | -                  | -                  | -      | -      | 4     | 0     |
| Gutierrez SC Argentina       | 2016-2017           | 12    | 1     | -             | -             | -                  | -                  | -      | -      | 12    | 1     |
| Gutierrez SC Argentina       | 2017-2018           | 24    | 0     | -             | -             | -                  | -                  | -      | -      | 24    | 0     |
| Gutierrez SC Argentina       | Total               | 36    | 1     | -             | -             | -                  | -                  | -      | -      | 36    | 1     |
| Deportivo Maipú Argentina    | 2018-2019           | 15    | 1     | 2             | 0             | -                  | -                  | -      | -      | 17    | 1     |
| Deportivo Maipú Argentina    | Total               | 15    | 1     | 2             | 0             | -                  | -                  | -      | -      | 17    | 1     |
| Total en su carrera          | Total en su carrera | 460   | 18    | 2             | 0             | 7                  | 0                  | 3      | 0      | 472   | 18    |

* Incluye Desempate por el Descenso, desempate por el Ascenso y Liguilla Pre-Sudamericana.

## Palmarés

### Logros Deportivos
| Logró                      | Club     | País      | Año  |
| -------------------------- | -------- | --------- | ---- |
| Ascenso a Primera División | Aldosivi | Argentina | 2014 |